# 北河 (榕江)
北河，也称汤溪，位于中华人民共和国广东省东南部，是榕江左岸支流，因流经揭阳城北而得名，发源于丰顺县西南北斗镇桐梓洋，向东北流过柚树下转东南流，经北斗镇、汤西镇、县城汤坑镇、汤南镇、揭阳市揭东区玉湖镇、月城镇、揭阳市区以及揭东区城区，最后于榕城区炮台镇（原属揭东）双溪嘴注入榕江。河长92千米，河道平均比降1.14‰，流域面积1629平方千米，年均径流量8.17亿立方米。